# Campeonato Polonês de Futebol (2.ª divisão)
A I Liga é o segundo nível mais alto do futebol polonês - atrás apenas da Ekstraklasa. É composta por 18 clubes. A cada ano, 3 times são promovidos à divisão superior, e 3 caem para a II Liga. Na a temporada 2021/2022, é composta pelos seguintes clubes:

## Clubes da temporada 2021/22
Atualizado em 9 de junho de 2021.
- Miedź Legnica (1º Lugar)
- Widzew Łódź (2º Lugar)
- Arka Gdynia (3º Lugar)
- Korona Kielce (4º Lugar)
- Odra Opole (5º Lugar)
- Chrobry Głogów (6 º Lugar)
- Sandecja Nowy Sącz (7º Lugar)
- GKS Katowice (8º Lugar)
- Podbeskidzie Bielsko-Biała (9º Lugar)
- ŁKS Łódź (10º Lugar)
- Resovia (11º Lugar)
- Górniczy Klub Sportowy Tychy (12º Lugar)
- Skra Częstochowa (13º Lugar)
- Puszcza Niepołomice (14º Lugar)
- Zagłębie Sosnowiec (15º Lugar)
- Stomil Olsztyn (16º Lugar)
- Górnik Polkowice (17º Lugar)
- GKS Jastrzębie (18º Lugar)

## Lista de Campeões da Primiera Divisão Polaca
- 1949 - Rymer Niedobczyce
- 1950 - Polonia Bytom
- 1951 - Lechia Gdańsk
- 1952 - Gwardia Warszawa, Budowlani Opole
- 1953 - Polonia Bydgoszcz
- 1954 - Zagłębie Sosnowiec
- 1955 - Budowlani Opole
- 1956 - Polonia Bytom
- 1957 - Polonia Bydgoszcz, Cracovia
- 1958 - Pogoń Szczecin, Górnik Radlin
- 1959 - Odra Opole, Zagłębie Sosnowiec

- 1960 - Lech Poznań, Stal Mielec
- 1961 - Gwardia Warszawa
- 1962 - Stal Rzeszów, Pogoń Szczecin
- 1963 - Szombierki Bytom
- 1964 - Śląsk Wrocław
- 1965 - Wisła Kraków
- 1966 - Cracovia
- 1967 - Gwardia Warszawa
- 1968 - Zagłębie Wałbrzych
- 1969 - Gwardia Warszawa

- 1970 - ROW Rybnik
- 1971 - Odra Opole
- 1972 - ROW Rybnik
- 1973 - Szombierki Bytom
- 1974 - Arka Gdynia, GKS Tychy
- 1975 - Widzew Łódź, Stal Rzeszów
- 1976 - Arka Gdynia, Odra Opole
- 1977 - Zawisza Bydgoszcz, Polonia Bytom
- 1978 - Gwardia Warszawa, GKS Katowice
- 1979 - Zawisza Bydgoszcz, Górnik Zabrze

- 1980 - Bałtyk Gdynia, Motor Lublin
- 1981 - Pogoń Szczecin, Gwardia Warszawa
- 1982 - GKS Katowice, Cracovia
- 1983 - Górnik Wałbrzych, Motor Lublin
- 1984 - Lechia Gdańsk, Radomiak Radom
- 1985 - Zagłębie Lubin, Stal Mielec
- 1986 - Olimpia Poznań, Polonia Bytom
- 1987 - Szombierki Bytom, Jagiellonia Białystok
- 1988 - Ruch Chorzów, Stal Mielec
- 1989 - Zagłębie Lubin, Zagłębie Sosnowiec

- 1990 - Hutnik Kraków
- 1991 - Stal Stalowa Wola
- 1992 - Pogoń Szczecin, Siarka Tarnobrzeg
- 1993 - Warta Poznań, Polonia Warszawa
- 1994 - Raków Częstochowa, Stomil Olsztyn
- 1995 - Śląsk Wrocław, GKS Bełchatów
- 1996 - Odra Wodzisław Śląski, Polonia Warszawa
- 1997 - Dyskobolia Grodzisk Wielkopolski, Petrochemia Płock
- 1998 - Ruch Radzionków, GKS Bełchatów
- 1999 - Dyskobolia Grodzisk Wielkopolski, Petrochemia Plock

- 2000 - Śląsk Wrocław
- 2001 - RKS Radomsko
- 2002 - Lech Poznań
- 2003 - Górnik Polkowice
- 2004 - Pogoń Szczecin
- 2005 - Korona Kielce
- 2006 - Widzew Łódź
- 2007 - Ruch Chorzów
- 2008 - Lechia Gdańsk
- 2009 – Widzew Łódź
- 2010 – Widzew Łódź
- 2011 – ŁKS Łódź
- 2012 – Piast Gliwice
- 2013 – Zawisza Bydgoszcz
- 2014 – GKS Bełchatów
- 2015 – Zagłębie Lubin
- 2016 – Arka Gdynia
- 2017 – Sandecja Nowy Sącz
- 2018 – Miedź Legnica
- 2019 – Raków Częstochowa
- 2020 – Stal Mielec
- 2021 – Radomiak Radom
- 2022 – Miedź Legnica